# Command & Conquer 3: Tiberium Wars
Tiberium Wars (engl.: für Tiberiumkriege) ist ein Echtzeit-Strategiespiel und der dritte Teil der Command & Conquer: Tiberium-Reihe, die zeitlich im Jahr 2047 angesiedelt ist. Das Spiel wurde am 20. April 2006 offiziell von EA angekündigt, das Erscheinungsdatum war in den USA der 28. März 2007 und in der EU der 29. März 2007. Es ist in zwei verschiedenen Versionen erschienen. Zum ersten in einer geänderten normalen Version und in der ungeschnittenen Kane-Edition, die deswegen auch in Deutschland nicht zensiert ist. Zudem ist die Kane-Edition mehrsprachig und somit in mehreren Sprachen spielbar (deutsch, englisch, französisch).

## Handlung
Der Konflikt zwischen der GDI und Nod ist wieder Hintergrund der Handlung. Kane ist wieder zurückgekehrt und so stark wie noch nie. Ihm gelingt es, die Raumstation Philadelphia der GDI im Weltall zu zerstören. Die GDI ist somit stark geschwächt, da sich ihr Hauptquartier an Bord befand. Zunächst bricht großes Chaos innerhalb der GDI-Truppenverbände aus, da die Kommunikationswege größtenteils über die Philadelphia liefen. Weiterhin befanden sich zur Zeit des Angriffs beinahe alle wichtigen Persönlichkeiten der Erde und die militärischen Anführer der GDI an Bord. Der Spieler kann die Rolle eines GDI-Commanders übernehmen und versuchen, die Ordnung wiederherzustellen und sich gegen die Bruderschaft von Nod zu wehren oder mit der Bruderschaft die Welt erobern. Am Ende von Tiberium Wars laufen, wie schon bei Command & Conquer: Operation Tiberian Sun – Feuersturm, die Handlungsstränge der einzelnen Kampagnen zusammen. Das bedeutet, dass diesmal alle Kampagnen dieselben Geschehnisse aus einer anderen Perspektive behandeln. Eine Ausnahme bildet die GDI, bei der man ein alternatives Ende sehen kann, dies ist jedoch nur minimal anders, da es keine weitreichenden Folgen hat (man kann in der letzten Mission die Scrin-Zentrale entweder einfach mit einer großen Bombe zerstören und Millionen toter Zivilisten in Kauf nehmen oder, die schwierigere Variante, ohne die Bombe. Der Unterschied liegt nur in zwei verschiedenen Videos, die auf die Folgen anspielen, jedoch ansonsten keinerlei Einfluss haben). Eine Möglichkeit für eine Fortsetzung wurde schon eingefügt. In den Konflikt mischt sich auch noch eine dritte Partei ein, die sogenannten Scrin. Bei dieser Fraktion handelt es sich um außerirdische Lebensformen, von denen angenommen wird, dass sie für das Erscheinen des Tiberiums auf der Erde verantwortlich sind. Die Gebäude und Waffen der Scrin weisen große Ähnlichkeiten mit insektoiden Lebensformen und teilweise auch Meereslebewesen auf. Das eigentliche Aussehen der Scrin sieht man in den Zwischensequenzen. Die Scrin sind in der Kampagne jedoch erst nach dem Durchspielen der beiden anderen Parteien spielbar. Im Spiel selber scheint es auch einige Hinweise auf Command & Conquer: Alarmstufe Rot zu geben. So sieht man auf diversen Frachtcontainern das Logo der Alliierten, das anscheinend als eine Art „Zweitlogo“ der GDI dient. Auch das Logo der GDI aus Tiberian Sun ist zu sehen. Des Weiteren sieht man in einem GDI-Video ein Interview zwischen dem Nachrichtenmoderator und einer Frau von der Future Tech Corp. (bekannt aus C&C AR 3).

## Neuerungen
Es wurde eine Zoneneinteilung hinzugefügt. Rote Zonen sind völlig unbewohnbar, da sie durch die Ausbreitung des Tiberiums und den in diesen Zonen immer wiederkehrenden Ionenstürmen von Grund auf zerstört wurden. In den gelben Zonen ist die Tiberiumkontamination noch nicht so weit fortgeschritten, jedoch sind diese Zonen durch den 50-jährigen Krieg bis zu 80 % unbewohnbar, und die blauen Zonen sind weitgehend tiberiumfrei. Es gibt jedoch im Spiel auch Tiberium in den blauen Zonen, jedoch variiert die Streuweite im Unterschied zu den gelben und roten Zonen enorm.
Einheiten können nun, wie schon in C&C Alarmstufe Rot 2 und Yuris Rache, kombiniert werden. Dadurch werden spezielle Angriffsstärken „freigeschaltet“. Von dieser Fähigkeit können allerdings nicht alle Einheiten profitieren. Der „Avatar“-Mech der Bruderschaft von Nod kann sich mit einem mobilen Stealthgenerator und verschiedenen Waffen aufrüsten, beispielsweise einem Flammenwerfer. Dieser muss jedoch der entsprechenden Einheit – in diesem Falle dem „Flammen“-Panzer – entnommen werden, was das Ableben des Panzers zur Folge hat. Ebenso kann jedes Fahrzeug der Scrin mit einem „Buzzer“ genannten Rasierklingenschwarm kombiniert werden, was das Gefährt effizienter im Kampf gegen gegnerische Infanterie macht. Allerdings wurde deren Kampfkraft nach dem ersten Patch erheblich abgeschwächt.
Der äußerst beliebte „Mammut“-Panzer und EVA, der Zentralcomputer der GDI, sind ebenfalls wieder im Spiel vorhanden. Klassische Elemente wie das MBF und die Seitenleiste sind wieder im Spiel integriert.
Einige der „alten“ Einheiten wie der „Stealth“-Panzer von Nod und der „Juggernaut“ der GDI sind erhalten geblieben. Aber auch neue wurden hinzugefügt. Insgesamt wurde jedoch der Anteil von Mechs und Untergrundeinheiten bei der Bruderschaft von Nod stark vermindert, was als Kontinuitätsbruch gegenüber Tiberian Sun gesehen werden kann.
Die Entwickler haben sich bemüht, Brüche für die Fans zu erklären. So bespricht Produzent Mike Verdu einige dieser Probleme in seinem Blog auf der offiziellen C&C3-Seite. Das Verschwinden der meisten GDI-Technologien aus Tiberian Sun wird dadurch erklärt, dass die GDI mehr auf die Erforschung von Weltraumtechnologien setzt. Auch hat das Tiberium einen völlig neuen Hintergrund sowie eine neue Verhaltensweise erhalten. Das gesamte Spiel orientiert sich mehr am ersten C&C-Titel, Der Tiberiumkonflikt, als an dem Nachfolger Tiberian Sun. Dies schlägt sich in der Einheiten- und Gebäudegestaltung und in vielen anderen Bereichen mehr als deutlich nieder.
Das vorher zunächst pflanzliche Tiberium wurde im Erscheinungsbild zu einer rein kristallinen Form gewandelt. Blaues Tiberium, das seitliche Baumenü, Mutanten, ein Aufklärungsfahrzeug und den Baukran wurden auf Drängen der Community eingebaut.
Im Gefechts-Modus kann die Spielart der gegnerischen KI eingestellt werden. Es stehen dabei Rushen, Einigeln, Dampfwalze, Guerilla und Ausgewogen zur Verfügung.
Der Mehrspieler-Modus kann mit bis zu 8 Spielern benutzt werden, die sich durch VoIP unterhalten können.
Es sind über 35 Einzelmissionen vorhanden, wobei die Scrin-Kampagne nur vier Missionen umfasst und diese sehr kurz sind.
Für diesen Teil der C&C-Reihe gibt es wieder Filmsequenzen mit echten Schauspielern. Bekannte Hollywood-Stars wie Michael Ironside („Starship Troopers“), Tricia Helfer, Grace Park (beide „Battlestar Galactica“), Josh Holloway („Lost“), Jennifer Morrison („Dr. House“) und Billy Dee Williams („Star Wars“) schlüpfen in die Rollen von verschiedenen Spielcharakteren. Außerdem engagierte EA John Huck und Shanon Cook, zwei bekannte Reporter, die auch im Spiel diese Rolle übernehmen. Zusätzlich hat Joseph D. Kucan, der Schauspieler, der die Hauptrolle des undurchsichtigen Anführers der Bruderschaft von Nod in der C&C-Serie verkörpert hat, seine Rolle als Kane in C&C 3 wieder aufgenommen.

## Zensur
Die deutsche USK-16-Fassung weist kleine Unterschiede im Vergleich zur deutschen Version ohne Jugendfreigabe auf. So wurde der Begriff „Atomwaffen“ durch „Auroraraketen“ ersetzt, wobei jedoch das Strahlenwarnzeichen beibehalten wurde. Des Weiteren wurde die Einheit des „Fanatikers“ durch die des „Sprengmeisters“ ersetzt, der weniger wie ein Selbstmordattentäter wirkt.

## Rezeption
Das Spiel hebe Bekanntes auf technisch sehr gutes Niveau. Der Schwierigkeitsgrad in der Kampagne sei durchwachsen. Für die Serie typische Probleme mit der Wegfindung treten wieder auf. Die dritte Fraktion spiele sich ähnlich wie die menschlichen Parteien und wirke unkreativ. An die taktische Vielfalt von StarCraft oder Dawn of War reiche das zugängliche Tiberium Wars nicht ran. Die KI zeige Aussetzer. Computergegner ignorieren teils wichtige Ziele. Eigene Infanterie-Einheiten laufen über für sie gefährliches Tiberium. Das Spiel sei nicht perfekt ausbalanciert. Einige Fraktionen hätten deutliche Vorteile. Die FMV-Sequenzen seien hochkarätiger besetzt als die Vorgänger. Den dialoglastigen Sequenzen fehle Spannung und Glaubwürdigkeit. Der Mehrspielermodus sei schnell, zeitgemäß und allen vorherigen Teilen überlegen.

## Kanes Rache
Die Erweiterung Kanes Rache (engl.: Kane's Wrath, zu deutsch Kanes Zorn) wurde am 27. März 2008 veröffentlicht. Sie beinhaltet eine neue Kampagne, die ausschließlich auf der Seite von Nod gespielt werden kann. 20 Jahre innerhalb des Tiberium-Universums werden umfasst. Dabei ist man als Spieler nicht wieder ein namenloser Commander von Nod, sondern LEGION, Kanes neue KI, die auf CABAL beruht, ihm jedoch deutlich überlegen ist. Der erste Kampagnen-Teil setzt kurz nach Tiberian Sun: Feuersturm ein und soll viele Logikfehler und Unklarheiten beseitigen. Kanes Wiederkehr zur Macht ist das Hauptthema. Der zweite Kampagnen-Teil spielt zeitlich parallel zur Nod-Kampagne in Tiberium Wars, die Hintergründe von Kanes kurzzeitigem Untertauchen und der scheinbare Verrat Qatars sind die Thematik. Der dritte Kampagnen-Teil behandelt einen Zeitraum nach dem Hauptspiel und setzt 2052 ein.

### Neuerungen
Alle drei Parteien haben Unterfraktionen erhalten. Für die GDI stehen „ZOCOM“ (Zone Operations Command) und „Steel Talons“ zur Verfügung, bei der Bruderschaft von Nod hingegen „Kanes Jünger“ und „Die schwarze Hand“. Die Scrin wurden verstärkt mit „Reaper-17“ und „Traveler-59“. Diese Fraktionen haben (ähnlich wie die verschiedenen Generäle in C&C Generals) spezielle Einheiten und Fähigkeiten, müssen jedoch auf andere verzichten.
Weiterhin gibt es drei „Epic-Units“, die die stärksten Einheiten des Spiels darstellen. Bei der GDI ist es der „MARV“, ein Riesenpanzer mit Drillingsgeschütz, Bunker für vier Infanterieeinheiten und der Fähigkeit, Tiberium zu sammeln. Nod kann mit dem „Redeemer“ auftrumpfen, ein mächtiger Walker mit Dreifach-Laserkanone und einem „Rage-Generator“, der feindliche Einheiten dazu zwingt, sich selber anzugreifen. Die Scrin können einen „Eradikator-Hexapod“ bauen, ein sechsbeiniges Ungetüm, das dem Besitzer Credits einbringen kann, indem er feindliche Einheiten zerstört.
Insgesamt wurde auch wieder mehr High-Tech zu GDI und Nod hinzugefügt. Die GDI hat wieder Schallpanzer und Hovercrafts, die Bruderschaft von Nod wieder eine Artillerie. Die Scrin haben einige speziellere Einheiten erhalten.

### Handlung
Als Spieler schlüpft man in die Rolle von LEGION – einer, wie sich später herausstellt, von Kane auf Basis eines Tacitussplitters entwickelten KI. Die Handlung ist in drei Akte aufgeteilt:
Erster Akt
Der erste Akt knüpft an die Handlung von Tiberian Sun an. Im Auftrag des maskierten Kane beginnt man, die gespaltene Bruderschaft wiederzuvereinigen. Insbesondere Bruder Marcion, der die Führung der „Schwarzen Hand“ durch den Mord Anton Slaviks an sich gerissen hat, stellt sich diesen Plänen in den Weg. Kurz nach der Gefangennahme Marcions deaktiviert Kane LEGION, da er ihn fürs Erste nicht mehr braucht.
Zweiter Akt
Der zweite Akt beginnt kurz vor dem dritten Tiberiumkrieg. Kane aktiviert zusammen mit seiner Äbtissin Alexa Kovacs LEGION, weil er ihn für seine Vorbereitungen braucht. Unter anderem muss man dafür sorgen, dass Redmond Boyle die Führung der GDI übernimmt. Alexa versucht, Kilian Qatar als Verräterin zu entlarven und gibt LEGION den Auftrag, in Kilians Namen den Prime Tempel anzugreifen. Die GDI versucht derweil, den Tacitus in Sicherheit zu bringen. Aufgrund der besonderen Verbindung, die zwischen LEGION und dem Tacitus herrscht, kann Kane ihn ausfindig machen. Kurz bevor LEGION den Tacitus in Sicherheit bringen kann, wird er von Alexa mit einem Virus infiziert, da sie fürchtet, LEGION würde mit dem Tacitus die Bruderschaft verraten wie einst CABAL. Kane, der von Alexas Zweifel und Angst enttäuscht ist, lässt sie daraufhin festnehmen, doch sie kann sich losreißen und erschießt sich. Gleichzeitig stürzt LEGIONs System ab.
Dritter Akt
Einige Jahre nach dem dritten Tiberiumkrieg erwacht LEGION, da er vom Tacitus gerufen wird. Nod ist beinahe völlig zerstört worden, nur ein paar Getreue sind Kane noch geblieben. Durch die Experimente der GDI mit dem Tacitus ist dieser instabil und droht, sich selbst zu zerstören. Nachdem LEGION „Kanes Jünger“, eine von Kane seit dem ersten Tiberiumkrieg entwickelte kybernetische Armee, erweckt hat, kann er den Tacitus sicherstellen. Daraufhin verschmilzt Kane LEGION mit dem Tacitus. Das anschließende Video enthält eine Nachricht der Scrin, welche eine Invasion ankündigt.

## Roman
Am 29. Mai 2007 erschien ein von Keith R. A. DeCandido verfasster Roman, der auf dem Computerspiel Tiberium Wars basiert. Die deutsche Übersetzung wurde vom Panini Verlag am 11. Oktober 2007 veröffentlicht. Die Hauptfiguren des Buches sind der GDI-Soldat Ricardo Vega, der Protagonist von Tiberium, die W3N-Reporterin Annabella Wu und Battle Commander Michael McNeil aus Tiberian Sun.

### Inhalt
Die Geschichte spielt während des dritten Tiberiumkrieges und simultan zum gleichnamigen Computerspiel. Auch mehrere Figuren aus Tiberium Wars tauchen auf, wie beispielsweise Kane, Lieutenant Sandra Telfair, General Jack Granger und W3N-Reporterin Cassandra Blair.
Das erste Kapitel handelt von der letzten Konferenz auf der G.D.S.S. Philadelphia, bevor diese von Nod mit Atomraketen zerstört wird. Bei diesem Angriff starben ein Großteil der GDI-Direktoren und Beamten und auch Doktor Ignatio Möbius, einer der führenden Tiberiumwissenschaftler.
Die Geschichte wechselt dann mehrmals zwischen dem GDI-Soldaten Ricardo Vega und der W3N-Reporterin Annabella Wu hin und her. Das Buch handelt von den Aktionen der von Battle Commander Michael McNeil geführten 22. Infanterie-Division und ihren Kampf gegen Nod und den Scrin. Die Abschnitte über Annabella Wu erzählen die Auswirkungen des Tiberiums auf das Leben in der Gelben Zone G-6. Am Ende vermischen sich beide Handlungsstränge als Annabella Wu über die 22. Infanterie-Division einen Kriegsbericht erstellt.

### Unterschiede
- Doktor Ignatio Möbius stirbt bei der Zerstörung der Philadelphia und nicht durch einen Ionensturm.
- Annihilator Tripods können nicht durch konventionelle Waffen (Kugeln, Granaten, und sogar Railguns) beschädigt werden.